# Teófilo Cubillas
(Cubillas in un'intervista concessa a El Mundo Deportivo)
Teófilo Juan Cubillas Arizaga, noto semplicemente come Teófilo Cubillas (pronuncia spagnola: [teˈofilo kuˈβiʎas]; Lima, 8 marzo 1949) è un ex calciatore peruviano, di ruolo centrocampista.
Considerato il più forte giocatore peruviano di tutti i tempi, nonché tra i migliori calciatori sudamericani della storia, occupa la 66ª posizione nella speciale classifica dei migliori calciatori del XX secolo pubblicata dalla rivista britannica FourFourTwo e il 48º posto nell'omonima lista stilata dall'IFFHS. Sempre quest'ultima società lo ha posizionato alla 17ª posizione nella classifica dei più grandi calciatori sudamericani del XX secolo, mentre nel 2015 il settimanale Sports Illustrated lo ha schierato nell'undici ideale della Copa América degli ultimi cinquant'anni. Nel 2004 è stato inserito da Pelé nella FIFA 100, la lista dei 125 migliori calciatori della storia, stilata in occasione del Centenario della FIFA.
Con la nazionale peruviana ha trionfato alla Copa América 1975 e partecipò a tre edizioni dei Campionati mondiali di calcio (Messico 1970, Argentina 1978 e Spagna 1982), segnando in tutto 10 gol in 13 partite, che lo rendono il settimo marcatore più prolifico nella storia della Coppa del Mondo, il primo tra i centrocampisti nella classifica all time. Tra nazionale e squadre di club realizzò da professionista 338 gol in 614 match ufficiali.

## Carriera

### Club

#### Alianza Lima
Debutta a 16 anni nel calcio professionistico, e a 17 anni è un centrocampista titolare dell'Alianza Lima, alla sua prima stagione. Nel 1966 diventa il miglior cannoniere del campionato peruviano, realizzando 19 gol in 23 partite. La sua prima partita internazionale la disputa il 24 febbraio 1967 contro il Independiente di Argentina, (che vince per 6-2), segna 2 gol.
Nella stagioni successive (1968-1969) Cubillas continua a giocare titolare e nel 1970 è di nuovo capocannoniere del Campionato peruviano con 22 gol in 27 partite.
Dal 1966 al 1972 gioca sette stagioni con l'Alianza Lima, collezionando 175 presenze e segnando 116 reti. Nel 1972 vince il Calciatore sudamericano dell'anno e il titolo di capocannoniere della Coppa Libertadores.
Nel 1973 prese parte a un incontro amichevole tra due selezioni di all-star UEFA e CONMEBOL giocata al Camp Nou di Barcellona e finita 4-4. Ai tiri di rigore prevalse la selezione sudamericana per 7-6.

#### Europa: Basilea e Porto
Arriva in Europa nella stagione 1973-74, acquistato dal Basilea. Gioca soltanto sei mesi e non riesce a adattarsi al campionato svizzero di calcio, realizzando comunque 7 gol in 14 partite.
Nel 1974 fu acquistato dal Porto ed inizia un sodalizio che durerà tre anni. In Portogallo, Cubillas diventa il vero leader e l'uomo simbolo della squadra. Nella stagione 1974-75 la squadra arriva seconda e lui viene eletto "Miglior straniero". Nel 1976 segna 28 reti in 29 partite, ma nonostante ciò, il Porto non conquista trofei internazionali in Europa e non raccolse mai grandi successi. Dopo tre stagioni termina la sua avventura in Portogallo, dopo aver realizzato 65 gol in 108 partite complessive tra Campionato portoghese, Coppa di Portogallo e Coppe europee.

#### Il ritorno nel Perù
Nel 1977 ritorna per due stagioni all'Alianza Lima, vince due titoli di campionato nel 1977 e nel 1978, segna 35 gol in 47 partite.
Come altri grandi giocatori della sua generazione, Cubillas finì la sua carriera nella lega nordamericana, con la maglia del Fort Lauderdale Strikers e del South Florida Sun.

#### Dopo il ritiro
Dopo il ritiro dal calcio agonistico, avvenuto nel 1989, Cubillas si è trasferito a Coral Springs, in Florida, dove dirige una scuola calcio per bambini. Questo progetto fu da lui anticipato già a fine 1981, alla vigilia dei Mondiali di Spagna.

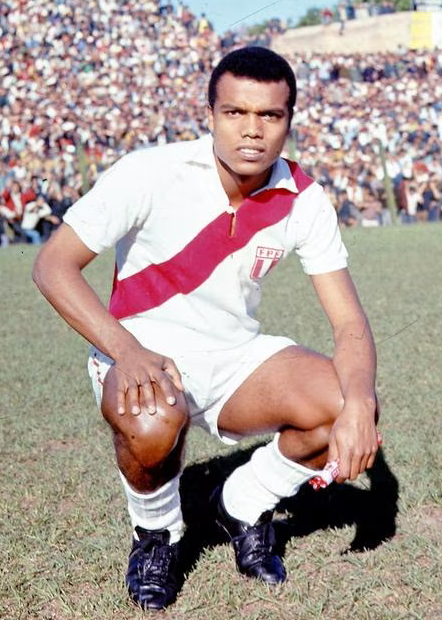
Cubillas nel 1970.

### Nazionale
Convocato dal CT Valdir Pereira (Didi), fece il suo debutto ufficiale in nazionale maggiore il 17 luglio 1968, all'età di 19 anni, nella partita casalinga disputata all'Estadio Nacional di Lima e persa per 0-4 contro il Brasile di Pelé, mentre l'8 maggio 1969 realizza il suo primo gol in maglia biancorossa, contribuendo alla vittoriosa rimonta per 1-3 sulla Colombia.
Nel 1969 Cubillas comanda la Nazionale peruviana contro l'Argentina per gli spareggi di qualificazione ai Mondiali Messico 1970 . A Lima la partita finì 1-0, mentre nel ritorno di Buenos Aires il Perù pareggiò 2-2, qualificandosi per i Mondiali.
Dopo, partecipa al campionato del mondo 1970, raggiungendo i quarti di finale. Nel torneo disputò tutte e 4 le partite e mise a segno 5 reti, (una contro la Bulgaria due contro il Marocco, una contro la Germania e una contro il Brasile) che gli valsero il terzo posto nella classifica dei cannonieri dopo il tedesco Müller ed il brasiliano Jairzinho. Fu eletto "Miglior giovane" del Mondiale.
Vinse la Copa América 1975, quando il Perù eliminò nella prima fase Cile e Bolivia, in semifinale il Brasile (Cubillas marcò un gol su punizione) e in finale batté la Colombia. Cubillas fu nominato "Miglior giocatore" del torneo.
Nel Mondiale 1978, che si giocò in Argentina, il Perù disputò una positiva prima fase, vincendo il suo gruppo e con 5 gol di Cubillas (due notevoli contro la Scozia). Nella seconda fase calò di rendimento e fu eliminato. Ciononostante Cubillas riuscì a issarsi al secondo posto della classifica dei cannonieri dopo Mario Kempes e guadagnò un posto nella squadra ideale del Mondiale. Cubillas detiene il record, assieme ai tedeschi Miroslav Klose e Thomas Müller, di aver segnato almeno 5 gol in due fasi finali dei mondiali differenti, cosa mai riuscita a nessun altro.
Cubillas si ritirò dal calcio internazionale dopo i Mondiali di Spagna 1982. In totale con il Perù giocò 81 partite ufficiali e segnò 26 gol (miglior marcatore di sempre della Nazionale peruviana). Contando anche le partite non ufficiali il suo totale sale a 107 presenze e 45 gol.
Dopo il ritiro, Cubillas è stato uno dei 53 calciatori più votati come miglior giocatore in tutte le liste speciali nel mondo, alla fine del XX secolo.

## Statistiche

### Presenze reti nei club
| Stagione                   | Squadra                    | Campionato                 | Campionato | Campionato | Totale   | Totale |
| Stagione                   | Squadra                    | Campionato                 | Presenze   | Reti       | Presenze | Reti   |
| -------------------------- | -------------------------- | -------------------------- | ---------- | ---------- | -------- | ------ |
| 1966                       | Alianza Lima               | CD                         | 23         | 19         | 23       | 19     |
| 1967                       | Alianza Lima               | CD                         | 25         | 9          | 25       | 9      |
| 1968                       | Alianza Lima               | CD                         | 26         | 19         | 26       | 19     |
| 1969                       | Alianza Lima               | CD                         | 11         | 5          | 11       | 5      |
| 1970                       | Alianza Lima               | CD                         | 27         | 22         | 27       | 22     |
| 1971                       | Alianza Lima               | CD                         | 29         | 22         | 29       | 22     |
| 1972                       | Alianza Lima               | CD                         | 29         | 14         | 29       | 14     |
| Totale Alianza Lima        | Totale Alianza Lima        | Totale Alianza Lima        | 170        | 110        | 170      | 110    |
| lug.-dic. 1973             | Basilea                    | LNA                        | 10         | 3          | 10       | 3      |
| gen.-giu. 1974             | Porto                      | PD                         | 12         | 4          | 12       | 4      |
| 1974-1975                  | Porto                      | PD                         | 30         | 9          | 30       | 9      |
| 1975-1976                  | Porto                      | PD                         | 29         | 28         | 29       | 28     |
| 1976-1977                  | Porto                      | PD                         | 14         | 7          | 14       | 7      |
| Totale Porto               | Totale Porto               | Totale Porto               | 85         | 48         | 85       | 48     |
| 1977                       | Alianza Lima               | CD                         | 32         | 23         | 32       | 23     |
| 1978                       | Alianza Lima               | CD                         | 15         | 12         | 15       | 12     |
| Totale Alianza Lima        | Totale Alianza Lima        | Totale Alianza Lima        | 47         | 35         | 47       | 35     |
| 1979                       | Lauderdale Strikers        | NASL                       | 30         | 16         | 30       | 16     |
| 1980                       | Lauderdale Strikers        | NASL                       | 27         | 14         | 27       | 14     |
| 1981                       | Lauderdale Strikers        | NASL                       | 28         | 17         | 28       | 17     |
| 1982                       | Lauderdale Strikers        | NASL                       | 13         | 4          | 13       | 4      |
| 1983                       | Lauderdale Strikers        | NASL                       | 22         | 8          | 22       | 8      |
| Totale Lauderdale Strikers | Totale Lauderdale Strikers | Totale Lauderdale Strikers | 120        | 59         | 120      | 59     |
| 1984                       | Alianza Lima               | CD                         | 4          | 4          | 4        | 4      |
| 1985                       | South Florida Sun          | USL                        | 6          | 3          | 6        | 3      |
| 1987                       | Alianza Lima               | CD                         | 13         | 3          | 13       | 3      |
| 1988                       | Lauderdale Strikers        | ASL                        | 12         | 7          | 12       | 7      |
| 1989                       | Miami Sharks               | ASL                        | 8          | 1          | 8        | 1      |
| Totale carriera            | Totale carriera            | Totale carriera            | 475        | 273        | 475      | 273    |

### Cronologia presenze e reti in nazionale
| Cronologia completa delle presenze e delle reti in nazionale ― Perù | Cronologia completa delle presenze e delle reti in nazionale ― Perù | Cronologia completa delle presenze e delle reti in nazionale ― Perù | Cronologia completa delle presenze e delle reti in nazionale ― Perù | Cronologia completa delle presenze e delle reti in nazionale ― Perù | Cronologia completa delle presenze e delle reti in nazionale ― Perù | Cronologia completa delle presenze e delle reti in nazionale ― Perù | Cronologia completa delle presenze e delle reti in nazionale ― Perù |
| Data                                                                | Città                                                               | In casa                                                             | Risultato                                                           | Ospiti                                                              | Competizione                                                        | Reti                                                                | Note                                                                |
| ------------------------------------------------------------------- | ------------------------------------------------------------------- | ------------------------------------------------------------------- | ------------------------------------------------------------------- | ------------------------------------------------------------------- | ------------------------------------------------------------------- | ------------------------------------------------------------------- | ------------------------------------------------------------------- |
| 16-7-1968                                                           | Lima                                                                | Perù                                                                | 0 – 4                                                               | Brasile                                                             | Amichevole                                                          | -                                                                   | 72’                                                                 |
| 29-8-1968                                                           | Lima                                                                | Perù                                                                | 2 – 2                                                               | Argentina                                                           | Amichevole                                                          | -                                                                   |                                                                     |
| 1-9-1968                                                            | Lima                                                                | Perù                                                                | 1 – 1                                                               | Argentina                                                           | Amichevole                                                          | -                                                                   |                                                                     |
| 20-10-1968                                                          | Lima                                                                | Perù                                                                | 3 – 3                                                               | Messico                                                             | Amichevole                                                          | -                                                                   | 46’                                                                 |
| 7-4-1969                                                            | Porto Alegre                                                        | Brasile                                                             | 2 – 1                                                               | Perù                                                                | Amichevole                                                          | -                                                                   | 61’                                                                 |
| 9-4-1969                                                            | Rio de Janeiro                                                      | Brasile                                                             | 3 – 2                                                               | Perù                                                                | Amichevole                                                          | -                                                                   |                                                                     |
| 8-5-1969                                                            | Bogotà                                                              | Colombia                                                            | 1 – 3                                                               | Perù                                                                | Amichevole                                                          | 1                                                                   |                                                                     |
| 14-5-1969                                                           | San Salvador                                                        | El Salvador                                                         | 1 – 4                                                               | Perù                                                                | Amichevole                                                          | -                                                                   |                                                                     |
| 20-5-1969                                                           | Città del Messico                                                   | Messico                                                             | 0 – 1                                                               | Perù                                                                | Amichevole                                                          | -                                                                   |                                                                     |
| 22-5-1969                                                           | Léon                                                                | Messico                                                             | 3 – 0                                                               | Perù                                                                | Amichevole                                                          | -                                                                   |                                                                     |
| 18-6-1969                                                           | Lima                                                                | Perù                                                                | 1 – 1                                                               | Colombia                                                            | Amichevole                                                          | -                                                                   |                                                                     |
| 27-6-1969                                                           | Lima                                                                | Perù                                                                | 1 – 0                                                               | Uruguay                                                             | Amichevole                                                          | -                                                                   | 85’                                                                 |
| 9-7-1969                                                            | Lima                                                                | Perù                                                                | 2 – 1                                                               | Paraguay                                                            | Amichevole                                                          | 2                                                                   | 73’                                                                 |
| 18-7-1969                                                           | Lima                                                                | Perù                                                                | 2 – 1                                                               | Ecuador                                                             | Amichevole                                                          | -                                                                   | 64’                                                                 |
| 3-8-1969                                                            | Lima                                                                | Perù                                                                | 1 – 0                                                               | Argentina                                                           | Qual. Mondiali 1970                                                 | -                                                                   |                                                                     |
| 10-8-1969                                                           | La Paz                                                              | Bolivia                                                             | 2 – 1                                                               | Perù                                                                | Qual. Mondiali 1970                                                 | -                                                                   |                                                                     |
| 17-8-1969                                                           | Lima                                                                | Perù                                                                | 3 – 0                                                               | Bolivia                                                             | Qual. Mondiali 1970                                                 | 1                                                                   |                                                                     |
| 31-8-1969                                                           | Buenos Aires                                                        | Argentina                                                           | 2 – 2                                                               | Perù                                                                | Qual. Mondiali 1970                                                 | -                                                                   |                                                                     |
| 4-2-1970                                                            | Lima                                                                | Perù                                                                | 0 – 2                                                               | Cecoslovacchia                                                      | Amichevole                                                          | -                                                                   |                                                                     |
| 7-2-1970                                                            | Lima                                                                | Perù                                                                | 2 – 1                                                               | Cecoslovacchia                                                      | Amichevole                                                          | 1                                                                   |                                                                     |
| 10-2-1970                                                           | Lima                                                                | Perù                                                                | 1 – 1                                                               | Romania                                                             | Amichevole                                                          | 1                                                                   |                                                                     |
| 14-2-1970                                                           | Lima                                                                | Perù                                                                | 0 – 0                                                               | Unione Sovietica                                                    | Amichevole                                                          | -                                                                   |                                                                     |
| 20-2-1970                                                           | Lima                                                                | Perù                                                                | 0 – 2                                                               | Unione Sovietica                                                    | Amichevole                                                          | -                                                                   |                                                                     |
| 24-2-1970                                                           | Lima                                                                | Perù                                                                | 5 – 3                                                               | Bulgaria                                                            | Amichevole                                                          | 1                                                                   |                                                                     |
| 5-3-1970                                                            | Lima                                                                | Perù                                                                | 0 – 1                                                               | Messico                                                             | Amichevole                                                          | -                                                                   |                                                                     |
| 8-3-1970                                                            | Lima                                                                | Perù                                                                | 1 – 0                                                               | Messico                                                             | Amichevole                                                          | -                                                                   |                                                                     |
| 15-3-1970                                                           | Città del Messico                                                   | Messico                                                             | 3 – 1                                                               | Perù                                                                | Amichevole                                                          | -                                                                   |                                                                     |
| 18-3-1970                                                           | Tijuana                                                             | Messico                                                             | 3 – 3                                                               | Perù                                                                | Amichevole                                                          | -                                                                   |                                                                     |
| 31-3-1970                                                           | Montevideo                                                          | Uruguay                                                             | 2 – 0                                                               | Uruguay                                                             | Amichevole                                                          | -                                                                   |                                                                     |
| 2-6-1970                                                            | León                                                                | Perù                                                                | 3 – 2                                                               | Bulgaria                                                            | Mondiali 1970 - 1º turno                                            | 1                                                                   |                                                                     |
| 6-6-1970                                                            | León                                                                | Perù                                                                | 3 – 0                                                               | Marocco                                                             | Mondiali 1970 - 1º turno                                            | 2                                                                   |                                                                     |
| 10-6-1970                                                           | León                                                                | Germania Ovest                                                      | 3 – 1                                                               | Perù                                                                | Mondiali 1970 - 1º turno                                            | 1                                                                   |                                                                     |
| 14-6-1970                                                           | Guadalajara                                                         | Brasile                                                             | 4 – 2                                                               | Perù                                                                | Mondiali 1970 - Quarti di finale                                    | 1                                                                   |                                                                     |
| 27-7-1971                                                           | Lima                                                                | Perù                                                                | 0 – 0                                                               | Paraguay                                                            | Amichevole                                                          | -                                                                   |                                                                     |
| 11-8-1971                                                           | Lima                                                                | Perù                                                                | 1 – 0                                                               | Cile                                                                | Amichevole                                                          | -                                                                   |                                                                     |
| 15-8-1971                                                           | Asunción                                                            | Paraguay                                                            | 2 – 0                                                               | Perù                                                                | Amichevole                                                          | -                                                                   |                                                                     |
| 18-8-1971                                                           | Santiago del Cile                                                   | Cile                                                                | 1 – 0                                                               | Perù                                                                | Amichevole                                                          | -                                                                   |                                                                     |
| 28-3-1972                                                           | Bogotà                                                              | Colombia                                                            | 1 – 1                                                               | Perù                                                                | Amichevole                                                          | -                                                                   |                                                                     |
| 5-4-1972                                                            | Città del Messico                                                   | Messico                                                             | 2 – 1                                                               | Perù                                                                | Amichevole                                                          | 1                                                                   |                                                                     |
| 19-4-1972                                                           | Kiev                                                                | Unione Sovietica                                                    | 2 – 0                                                               | Perù                                                                | Amichevole                                                          | -                                                                   |                                                                     |
| 23-4-1972                                                           | Bucarest                                                            | Romania                                                             | 2 – 2                                                               | Perù                                                                | Amichevole                                                          | 1                                                                   |                                                                     |
| 26-4-1972                                                           | Glasgow                                                             | Scozia                                                              | 2 – 0                                                               | Perù                                                                | Amichevole                                                          | -                                                                   |                                                                     |
| 3-5-1972                                                            | Rotterdam                                                           | Paesi Bassi                                                         | 3 – 0                                                               | Perù                                                                | Amichevole                                                          | -                                                                   |                                                                     |
| 9-8-1972                                                            | Lima                                                                | Perù                                                                | 3 – 2                                                               | Messico                                                             | Amichevole                                                          | -                                                                   |                                                                     |
| 25-10-1972                                                          | Lima                                                                | Perù                                                                | 0 – 2                                                               | Argentina                                                           | Amichevole                                                          | -                                                                   |                                                                     |
| 4-3-1973                                                            | Lima                                                                | Perù                                                                | 5 – 1                                                               | Guatemala                                                           | Amichevole                                                          | 2                                                                   |                                                                     |
| 24-3-1973                                                           | Lima                                                                | Perù                                                                | 2 – 0                                                               | Bolivia                                                             | Amichevole                                                          | -                                                                   |                                                                     |
| 28-3-1973                                                           | Lima                                                                | Perù                                                                | 1 – 0                                                               | Paraguay                                                            | Amichevole                                                          | -                                                                   |                                                                     |
| 8-4-1973                                                            | Asunción                                                            | Paraguay                                                            | 1 – 1                                                               | Perù                                                                | Amichevole                                                          | -                                                                   |                                                                     |
| 23-4-1973                                                           | Lima                                                                | Perù                                                                | 4 – 0                                                               | Panama                                                              | Amichevole                                                          | 1                                                                   |                                                                     |
| 29-4-1973                                                           | Lima                                                                | Perù                                                                | 2 – 0                                                               | Cile                                                                | Qual. Mondiali 1974                                                 | -                                                                   |                                                                     |
| 13-5-1973                                                           | Santiago del Cile                                                   | Cile                                                                | 2 – 0                                                               | Perù                                                                | Qual. Mondiali 1974                                                 | -                                                                   |                                                                     |
| 15-7-1973                                                           | La Paz                                                              | Bolivia                                                             | 2 – 0                                                               | Perù                                                                | Amichevole                                                          | -                                                                   |                                                                     |
| 10-7-1975                                                           | Lima                                                                | Perù                                                                | 2 – 0                                                               | Paraguay                                                            | Amichevole                                                          | -                                                                   |                                                                     |
| 16-7-1975                                                           | Santiago del Cile                                                   | Cile                                                                | 1 – 1                                                               | Perù                                                                | Coppa America 1975 - 1º turno                                       | -                                                                   |                                                                     |
| 27-7-1975                                                           | Oruro                                                               | Bolivia                                                             | 0 – 1                                                               | Perù                                                                | Coppa America 1975 - 1º turno                                       | -                                                                   |                                                                     |
| 7-8-1975                                                            | Lima                                                                | Perù                                                                | 3 – 1                                                               | Bolivia                                                             | Coppa America 1975 - 1º turno                                       | 1                                                                   |                                                                     |
| 20-8-1975                                                           | Lima                                                                | Perù                                                                | 3 – 1                                                               | Cile                                                                | Coppa America 1975 - 1º turno                                       | 1                                                                   |                                                                     |
| 30-9-1975                                                           | Belo Horizonte                                                      | Brasile                                                             | 1 – 3                                                               | Perù                                                                | Coppa America 1975 - Semifinale                                     | 1                                                                   |                                                                     |
| 4-10-1975                                                           | Lima                                                                | Perù                                                                | 0 – 2                                                               | Brasile                                                             | Coppa America 1975 - Semifinale                                     | -                                                                   |                                                                     |
| 20-10-1975                                                          | Caracas                                                             | Perù                                                                | 1 – 0                                                               | Colombia                                                            | Coppa America 1975 - Finale                                         | -                                                                   |                                                                     |
| 9-2-1977                                                            | Lima                                                                | Perù                                                                | 3 – 2                                                               | Ungheria                                                            | Amichevole                                                          | -                                                                   |                                                                     |
| 20-2-1977                                                           | Quito                                                               | Ecuador                                                             | 1 – 1                                                               | Perù                                                                | Qual. Mondiali 1978                                                 | -                                                                   | 60’                                                                 |
| 6-3-1977                                                            | Santiago del Cile                                                   | Cile                                                                | 1 – 1                                                               | Perù                                                                | Qual. Mondiali 1978                                                 | -                                                                   | 18’                                                                 |
| 10-7-1977                                                           | Rio de Janeiro                                                      | Brasile                                                             | 1 – 0                                                               | Perù                                                                | Qual. Mondiali 1978                                                 | -                                                                   |                                                                     |
| 18-7-1977                                                           | Lima                                                                | Perù                                                                | 5 – 0                                                               | Bolivia                                                             | Qual. Mondiali 1978                                                 | 2                                                                   | 61’                                                                 |
| 19-3-1978                                                           | Buenos Aires                                                        | Argentina                                                           | 2 – 1                                                               | Perù                                                                | Amichevole                                                          | -                                                                   |                                                                     |
| 23-3-1978                                                           | Lima                                                                | Perù                                                                | 1 – 3                                                               | Argentina                                                           | Amichevole                                                          | -                                                                   |                                                                     |
| 11-4-1978                                                           | Los Angeles                                                         | Perù                                                                | 1 – 0                                                               | Messico                                                             | Amichevole                                                          | -                                                                   |                                                                     |
| 22-4-1978                                                           | Lima                                                                | Perù                                                                | 2 – 1                                                               | Cina                                                                | Amichevole                                                          | -                                                                   |                                                                     |
| 1-5-1978                                                            | Rio de Janeiro                                                      | Brasile                                                             | 3 – 0                                                               | Perù                                                                | Amichevole                                                          | -                                                                   |                                                                     |
| 3-6-1978                                                            | Córdoba                                                             | Perù                                                                | 3 – 1                                                               | Scozia                                                              | Mondiali 1978 - 1º turno                                            | 2                                                                   |                                                                     |
| 7-6-1978                                                            | Mendoza                                                             | Paesi Bassi                                                         | 0 – 0                                                               | Perù                                                                | Mondiali 1978 - 1º turno                                            | -                                                                   |                                                                     |
| 11-6-1978                                                           | Córdoba                                                             | Perù                                                                | 4 – 1                                                               | Iran                                                                | Mondiali 1978 - 1º turno                                            | 3                                                                   |                                                                     |
| 14-6-1978                                                           | Mendoza                                                             | Brasile                                                             | 3 – 0                                                               | Perù                                                                | Mondiali 1978 - 2º turno                                            | -                                                                   |                                                                     |
| 18-6-1978                                                           | Mendoza                                                             | Polonia                                                             | 1 – 0                                                               | Perù                                                                | Mondiali 1978 - 2º turno                                            | -                                                                   |                                                                     |
| 21-6-1978                                                           | Rosario                                                             | Argentina                                                           | 6 – 0                                                               | Perù                                                                | Mondiali 1978 - 2º turno                                            | -                                                                   | [ 18 ]                                                              |
| 26-7-1978                                                           | Bogotà                                                              | Colombia                                                            | 1 – 1                                                               | Perù                                                                | Qual. Mondiali 1982                                                 | -                                                                   | 82’                                                                 |
| 17-5-1982                                                           | Lima                                                                | Perù                                                                | 0 – 2                                                               | Romania                                                             | Amichevole                                                          | -                                                                   | 46’                                                                 |
| 15-6-1982                                                           | La Coruña                                                           | Perù                                                                | 0 – 0                                                               | Camerun                                                             | Mondiali 1982 - 1º turno                                            | -                                                                   | 57’                                                                 |
| 18-6-1982                                                           | Vigo                                                                | Italia                                                              | 1 – 1                                                               | Perù                                                                | Mondiali 1982 - 1º turno                                            | -                                                                   |                                                                     |
| 22-6-1982                                                           | La Coruña                                                           | Polonia                                                             | 5 – 1                                                               | Perù                                                                | Mondiali 1982 - 1º turno                                            | -                                                                   | 50’                                                                 |
| Totale                                                              |                                                                     | Presenze                                                            | 81                                                                  |                                                                     | Reti                                                                | 26                                                                  |                                                                     |

### Record
- Miglior cannoniere peruviano in assoluto: 268 gol.
- Calciatore peruviano con più presenze nella storia dei Mondiali: 13

## Palmarès

### Club
- Campionato svizzero: 1

Basilea: 1972-1973
- Campionato peruviano: 2

Alianza Lima: 1977, 1978
- United Soccer League: 1

South Florida Sun: 1984, 1985

### Nazionale
- Coppa America: 1

1975

### Individuale
- Capocannoniere del Campionato peruviano: 2

1966, 1970
- Calciatore peruviano dell'anno: 5

1970, 1971, 1972, 1977, 1978
- Scarpa di bronzo della coppa del mondo: 1

Messico 1970
- Capocannoniere della Coppa Libertadores: 1

1972
- Calciatore sudamericano dell'anno: 1

1972
- Miglior giocatore della Copa América: 1

Copa América 1975
- Scarpa d'argento della coppa del mondo: 1

Argentina 1978
- Campionato mondiale di calcio: Squadra All-Stars

Argentina 1978
- Miglior trequartista della NASL: 2

1980, 1981
- Migliori calciatori del XX secolo IFFHS

2000
- Inserito nel FIFA 100

2004

### Videografia
- Federico Ferri, Federico Buffa, Storie Mondiali: Italia-Germania 4-3 (1970), Sky Sport, 2014.